# Recurva
Recurva és un gènere de platihelmints triclàdides d'aigua dolça pertanyent a la família dels dugèsids. Se'n coneixen dues espècies, tot i que s'ha suggerit l'existència d'una tercera.

## Distribució
Les espècies descrites d'aquest gènere es troben distribuïdes en diferents illes de Grècia. R. postrema habita  Rodes i R. conjuncta habita Cefalònia. La tercera possible espècie de Recurva habita a Paros.